# Stalindenkmal (Berlin)

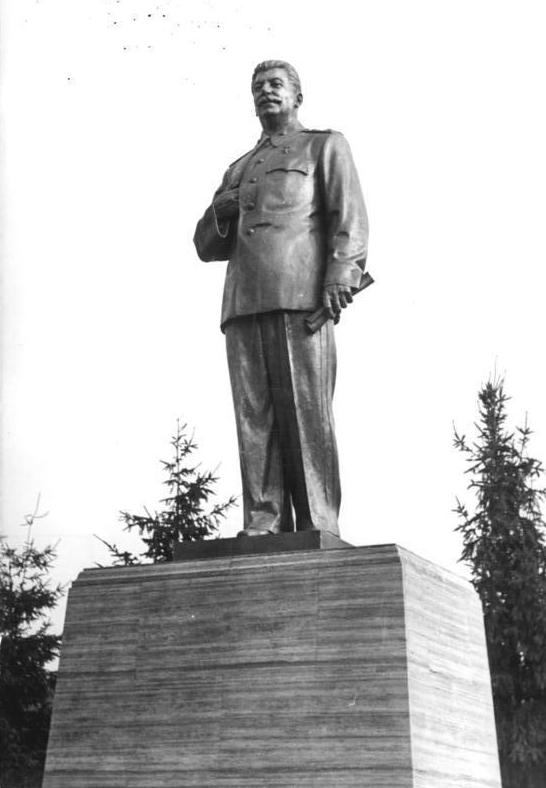
Stalindenkmal in Berlin-Friedrichshain, 1951

Das Berliner Stalindenkmal war ein überlebensgroßes Bronzestandbild des sowjetischen Diktators Josef Stalin, ein unsigniertes Werk des sowjetischen Bildhauers Nikolai Tomski. Enthüllt wurde das Denkmal am 3. August 1951 von Walter Ulbricht, dem Generalsekretär der Sozialistischen Einheitspartei Deutschlands (SED). Der Standort, die Stalinallee im Ost-Berliner Bezirk Friedrichshain, hatte seinen Namen bereits im Dezember 1949 erhalten. Aufgestellt gegenüber der Deutschen Sporthalle, gehörte das Monument zum Schauplatz zentraler Kundgebungen und Demonstrationen, bis es die SED-Führung in der Nacht vom 13. zum 14. November 1961 abräumen ließ. An seiner Stelle entstand eine Grünanlage. Die Stalinallee bekam am selben Tag vom Alexanderplatz bis zum Frankfurter Tor den Namen Karl-Marx-Allee. Das Material der eingeschmolzenen Skulptur diente der Herstellung von Bronzefiguren für den Tierpark Berlin. Mit ihm gingen 1961 in der DDR auch alle übrigen Stalindenkmäler unter.

## Vorgeschichte

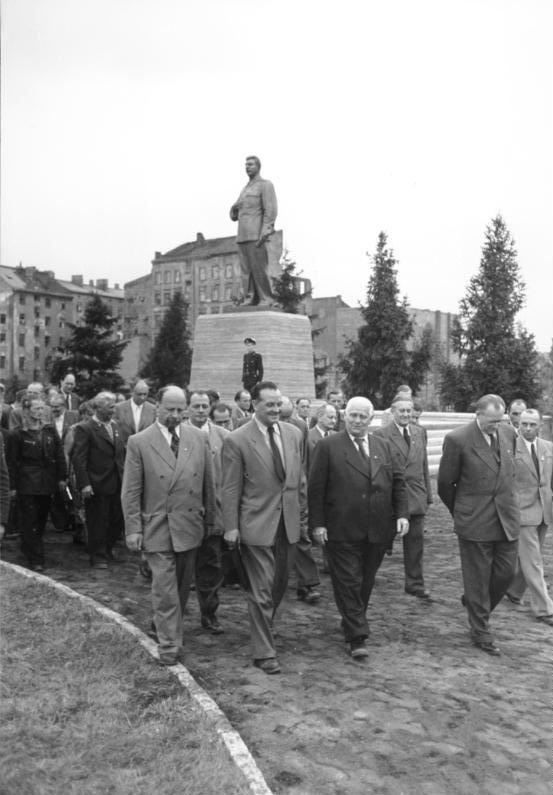
Nach der Denkmalsenthüllung, 1951

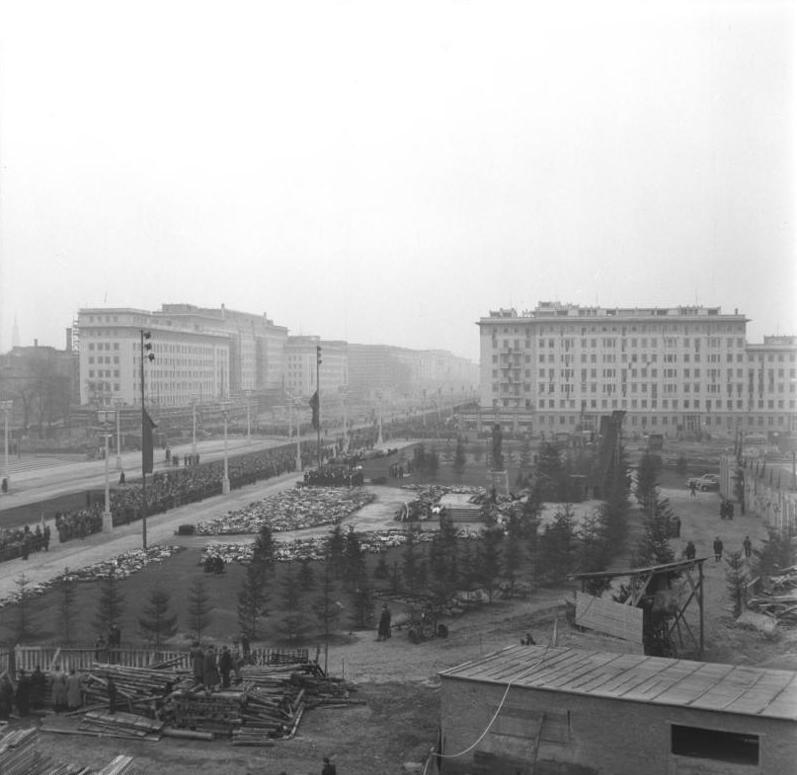
Trauermarsch am Stalindenkmal anlässlich des Todes von Stalin, 1953

Berlin hatte Ende der 1940er Jahre mit dem Wiederaufbau der im Zweiten Weltkrieg stark zerstörten Großen Frankfurter Straße nach Plänen des Stadtbaurats Hans Scharoun im Internationalen Stil begonnen. Nach Gründung der DDR änderte deren Regierung die Pläne in programmatischem Sinn. Nun sollte eine repräsentative Ost-West-Magistrale nach sowjetischem Vorbild in einem „nationalen“ Stil entstehen. Mit Stalins 70. Geburtstag hatte wenige Wochen nach der Staatsgründung zugleich die umfassende Verehrung Stalins als „Genius der Menschheit“, dem „besten Freund des deutschen Volkes“, den „genialen Führer des Weltfriedenslagers“ und „Führer und Lehrer der Menschheit im Kampf für Frieden, Demokratie und Sozialismus“ durch die SED- und Staatspropaganda eingesetzt. Die SED nahm Stalins 70. Geburtstag am 21. Dezember 1949 zum Anlass, im Rahmen einer Massenkundgebung die ersten Neubauten einzuweihen und die Große Frankfurter Straße in Stalinallee umzubenennen.
Für die III. Weltfestspiele der Jugend und Studenten, die in Berlin am 5. August 1951 beginnen sollten, war die Stalinallee als Repräsentations- und Demonstrationsmeile vorgesehen. Zu ihrer Zierde erwarb im Juli 1951 Ulbricht in Zusammenarbeit mit dem DDR-Vertreter in Moskau, Rudolf Appelt, eine Stalin-Statue in der Sowjetunion. Statt der gewünschten 16 Meter hohen Statue konnte die Sowjetunion Ende Juli nur den Nachguss einer 4,80 Meter hohen Bronzestatue Tomskis aus einer Leningrader Gießerei liefern. Dort hergestellte weitere Exemplare befanden sich in Taschkent, Simferopol, Rostow am Don und Ulan-Bator. Der Transport in die DDR erfolgte auf dem Luftweg. Die Bezahlung des Ganzen übernahm die DDR-Regierung. Auf Wunsch des SED-Politbüros durften zwei leihweise mitgeschickte Gipsrepliken, die für Innenräume bestimmt waren, in der DDR bleiben.
Die SED-Propaganda hielt die Autorenschaft Tomskis geheim, um zu verschleiern, dass die Skulptur kein Einzelstück war. Sie setzte eine Legende in Umlauf, wonach eine Leningrader Komsomoldelegation dem Berliner Magistrat die Skulptur zum Geschenk gemacht habe.

## Denkmalsaufstellung
Am 3. August 1951 enthüllte Walter Ulbricht in Anwesenheit des DDR-Präsidenten Wilhelm Pieck und des Ministerpräsidenten Otto Grotewohl feierlich das Denkmal. Es zeigte den sowjetischen Partei- und Regierungschef als nur mit dem Orden Held der sozialistischen Arbeit geschmückten Marschall der Sowjetunion. Stalins unter die Knopfleiste geschobene rechte Hand erinnerte an Napoleon Bonaparte, während die linke eine Schriftrolle hielt, die ihn als Planer der Großbauten des Kommunismus oder Verfassungsgeber auswies. Der leicht konisch zulaufende, etwa drei Meter hohe Sockel aus Marmor, Beton oder Sandstein stand auf einem gemauerten Podest. Das Denkmal erhielt als Hintergrund auf der Freifläche zwischen den im Spätherbst 1952 errichteten Neubaublöcken B-Süd an der Andreasstraße und C-Süd an der Koppenstraße ein halbkreisförmig angelegtes, lichtes Tannenwäldchen. Geplant war, das Denkmal 1956 auf den Strausberger Platz bei dessen Fertigstellung zu versetzen.

## Zwischen Aufstellung und Abriss
1952 wurde neben dem Denkmal von der DSF noch ein Pavillon der Deutsch-Sowjetischen Freundschaft errichtet, den letztendlich andere Organisationen für ihre Ausstellungen nutzten.
Das Stalindenkmal war bei zahlreichen Anlässen im Festkalender der DDR das Ziel von Berliner und auswärtigen Delegationen, hohe Besucher passierten es bei der Fahrt über die „Protokollstrecke“ in Ost-Berlin. Bei Großereignissen in geschlossenen Räumen, wie der Festveranstaltung der SED zum 28. Todestag Lenins am 21. Januar 1952 im Berliner Friedrichstadt-Palast oder dem IV. Parlament der FDJ im Mai 1952 auf dem Leipziger Messegelände, begrüßten Gips-Repliken die Teilnehmer.
Stalin starb am 5. März 1953. Am Tage seiner Beisetzung in Moskau am 9. März war das Denkmal in Ost-Berlin Ziel eines mehr als siebenstündigen Trauermarsches. Am 1. Mai 1953 gab eine der Gipsrepliken am Standort des abgeräumten Denkmals Friedrichs des Großen auf dem Boulevard Unter den Linden den Feiernden eine zweite Gelegenheit, des Verstorbenen zu gedenken.
Der Volksaufstand am 17. Juni 1953 in der DDR hatte am Vortag mit Arbeitsniederlegungen und Demonstrationen der Bauarbeiter der Stalinallee begonnen. Am Morgen des 17. Juni formierte sich der Demonstrationszug der Ost-Berliner Arbeiter am Strausberger Platz und kam auf seinem Weg in die Innenstadt nicht am Stalindenkmal vorbei. Dort kam es nur vereinzelt zu kritischen Situationen. Das Denkmal wurde mit Steinen beworfen, aber nicht beschädigt.
Schon im Dezember 1954 hatte Nikita Chruschtschow im Machtkampf um die Stalinnachfolge auf einer Allunionsbaukonferenz in Moskau die Abkehr von der stalinschen Architekturauffassung eingeleitet, indem er an ihrer Stelle das „industrielle Bauen“ forderte. Der sowjetischen Vorgabe folgte Ulbricht als Hauptredner auf der 1. Baukonferenz der DDR im April 1955 in taktisch gewundenen Formulierungen. Die Rede rief für Architektur und Stadtplanung der DDR zunächst einen Stillstand hervor. Klar war, dass mit der Kehrtwende die Umsetzung des Stalindenkmals auf den Strausberger Platz ausgeschlossen war.
Wenige Wochen nach der Enthüllung des letzten Stalindenkmals in der DDR in Hettstedt benannte in Moskau der Parteivorsitzende Chruschtschow auf dem XX. Parteitag der KPdSU im Februar 1956 in seiner Geheimrede Über den Personenkult und seine Folgen Auswüchse des Stalinkultes und Verbrechen Stalins. Ohne dass es in der DDR zu einer öffentlichen Diskussion kam, dämpfte die SED vorsichtig die bisher alltäglich geübte Stalinverehrung.
Das vollständige Ende des Stalinkults in der Sowjetunion und ihren Bruderländern ging vom XXII. Parteitag der KPdSU im Oktober 1961 aus. Nach einer Verdammung Stalins ließ die Partei am Schlusstag, dem 31. Oktober, den mumifizierten Leichnam des Diktators aus seinem Glassarg im Mausoleum am Roten Platz in Moskau entfernen und unter einer Porträtherme in einem Einzelgrab der Nekropole an der Kremlmauer beisetzen. Die Ehrungen Stalins in Wort und Bild, Lied, Film und Denkmal verschwanden in den nächsten Wochen und Monaten aus dem öffentlichen Raum. Die nach ihm benannten Städte, Berge, Institutionen und Betriebe, Straßen und Plätze erhielten neue Namen.

## Das Verschwinden des Denkmals

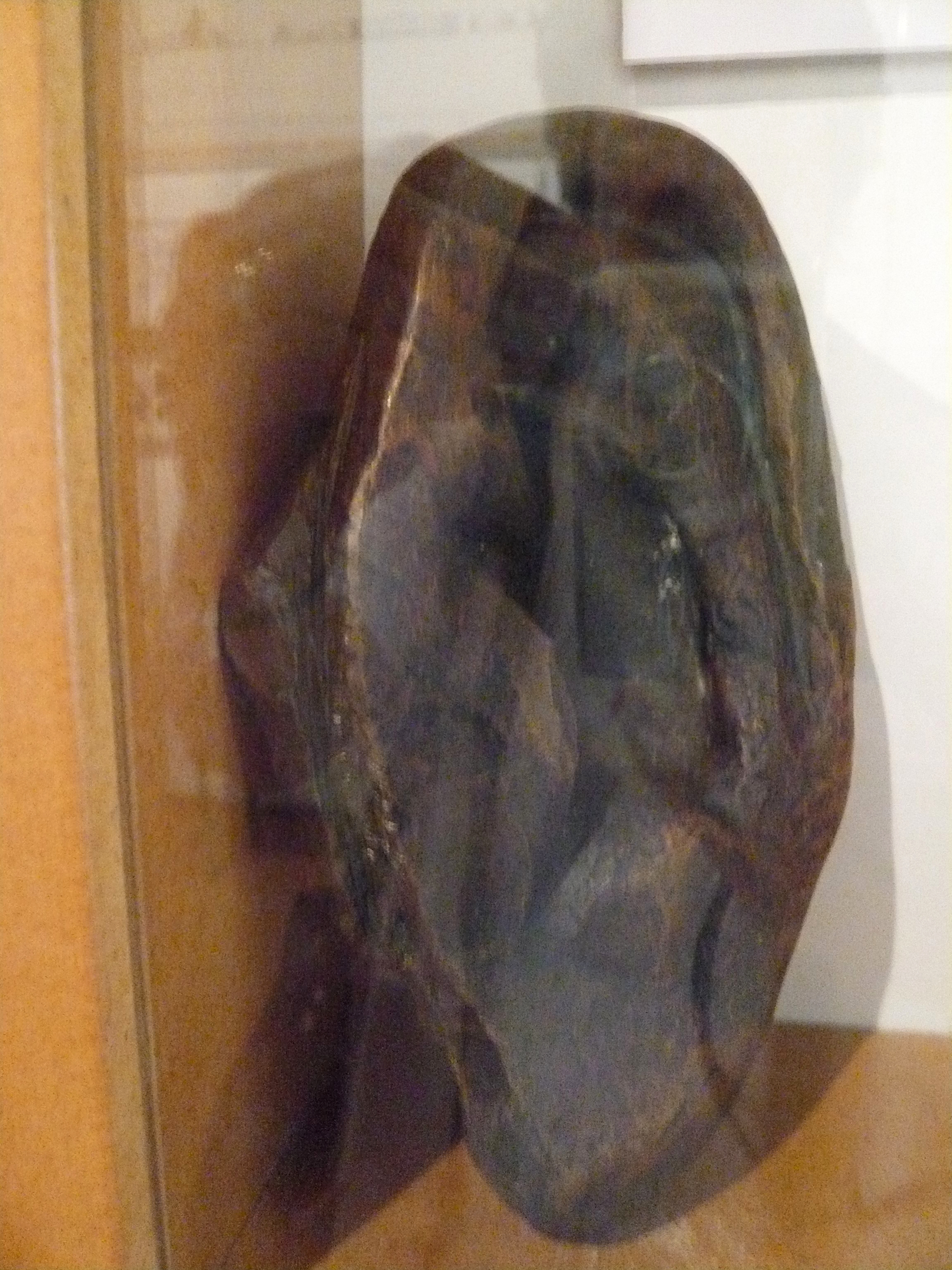
Stalins gerettetes Ohr im Café Sibylle (etwa 20 cm hoch)

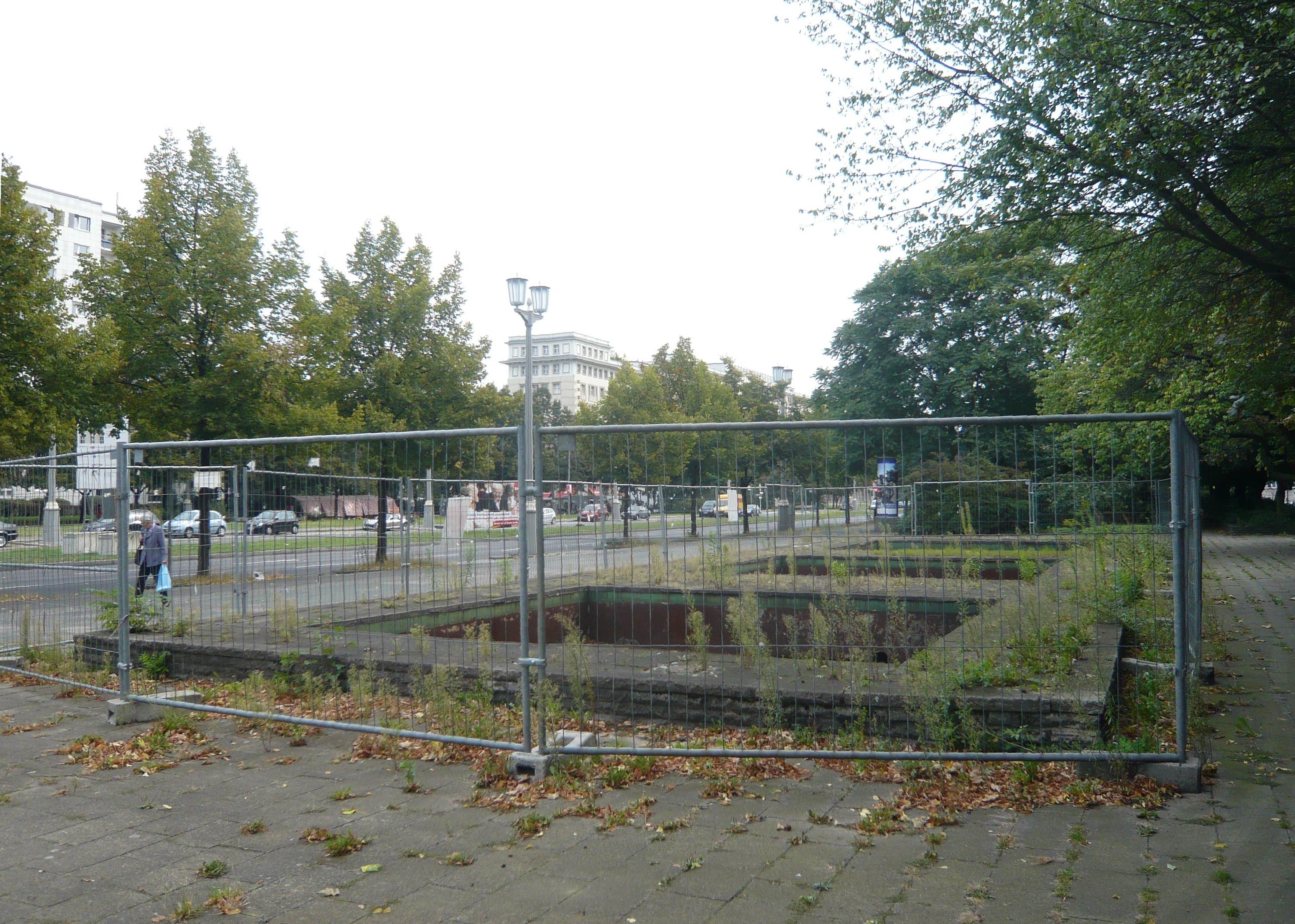
Dreifach-Brunnenbecken am ehemaligen Standort des Stalindenkmals (2009)

Die SED schloss sich sofort der Beendigung des Stalinkults an. Am 7. November 1961 erteilte das Politbüro der SED dem Berliner Magistrat entsprechende Anweisungen. Als am Morgen des 14. November 1961 das Zentralorgan der SED Neues Deutschland unter der Überschrift „Mitteilung des Magistrats von Groß-Berlin“ bekannt gab, dass dieser in seiner Sitzung am 13. November 1961 beschlossen habe, „nach Kenntnisnahme der Materialien des XXII. Parteitages der Kommunistischen Partei der Sowjetunion […] in bezug auf die in der Periode des Personenkults Stalins erfolgten Verletzungen der revolutionären Gesetzlichkeit und der daraus entstandenen schweren Folgen“, die Stalinallee mit dem gleichnamigen S- und U-Bahnhof umzubenennen, das Stalindenkmal zu entfernen sowie in der Bezeichnung des VEB Elektroapparatewerkes J. W. Stalin den Zusatz J. W. Stalin zu streichen, waren über Nacht an der Stalinallee überall der Name Stalins mitsamt seinem Denkmal entfernt worden. Während die Stalinallee sichtbar ab sofort Karl-Marx-Allee (westlicher Abschnitt) und Frankfurter Allee (östlicher Bereich) hieß, schwieg der Magistrat zum Verbleib des Denkmals.
Es war von Pionieren der Nationalen Volksarmee mit einer Planierraupe vom Sockel gestoßen und anschließend mit einem Tieflader in eine Halle des Betriebes Bauunion gebracht worden. Hier hatten Mitglieder einer Baubrigade unter Leitung des Brigadiers Gerhard Wolf, bewacht von Mitarbeitern des Ministeriums für Staatssicherheit (MfS), den Bronzekörper zu zerkleinern. Der Beauftragte des MfS gab die Anweisung: „Das Denkmal ist bis zur Unkenntlichkeit zu zerkleinern. Die Mitnahme von Bruchstücken ist verboten. Über die Angelegenheit wird nicht geredet.“ In den frühen Morgenstunden ebneten Pioniere den Denkmalsockel ein. Die Skulptur wurde eingeschmolzen und ihr Material beim Guss von Tierfiguren für den Berliner Tierpark wiederverwendet, vermutlich für ein Eselchen, einen Elch und einen Säbelzahntiger.
Die historische und topografische Literatur der DDR zur Geschichte und Landeskunde Berlins verschwieg von 1961 bis zu ihrem Ende den Namen „Stalinallee“ und die Existenz des Stalindenkmals. Selbst das Fotografieren der durch seine Beseitigung in der Karl-Marx-Allee entstandenen Leerstelle war untersagt.

## Nachspiel und Erinnerung
Der Standort des Stalindenkmals ist später durch eine Springbrunnenanlage und die Neuverlegung von Gehwegplatten unkenntlich gemacht worden. Die gegenüberliegende Deutsche Sporthalle ist 1972 abgerissen worden. Büsche und Bäume sind inzwischen gewachsen, die drei Brunnenbecken stillgelegt.
Einige mit der Vernichtung des Denkmals beauftragte Bauarbeiter hatten unbemerkt kleine Stücke der zertrümmerten Statue an sich genommen. Der Brigadier Wolf übergab nach der politischen Wende der Geschichtswerkstatt Stalinallee ein Ohr und ein Stück des Schnurrbartes und berichtete über Details.
Im Januar 2018 stellte die Gedenkstätte Berlin-Hohenschönhausen kurzzeitig eine Kopie des Denkmals am Original-Standort auf. Sie hatte die Statue in der Mongolei ausfindig gemacht und nach Berlin gebracht, um sie hier in einer Ausstellung zu zeigen.
Das Café Sibylle in der Karl-Marx-Allee 72 zeigt Artefakte des Denkmals und informiert, nicht dem aktuellen Forschungsstand entsprechend, zu seiner Geschichte und zur Stalin- bzw. Karl-Marx-Allee. Dabei sind Kopien von Teilen des Denkmals (u. a. ein Ohr) ausgestellt, die Originale befinden sich im Militärhistorischen Museum der Bundeswehr in Dresden. Zu Ende März 2018 wurde das Café vorübergehend geschlossen, womit der Fortbestand der Ausstellung gefährdet war.  Im August 2018 unterschrieb die gemeinnützige puk a malta gGmbH den Mietvertrag für das Café Sibylle, sodass es ab Oktober 2018 wieder öffnen kann.

## Kopien des Berliner Denkmals und weitere Stalindenkmäler in der DDR
An anderen Orten der DDR befanden sich zu Ehren Stalins seit 1952 an repräsentativen Plätzen Kopien des Berliner Denkmals oder eigens geschaffene bzw. kopierte Stalindenkmäler, bis sie 1961 in ähnlicher Weise wie das Berliner Denkmal ohne öffentliche Diskussion entfernt wurden.

### Markkleeberg
Im Leipziger Vorort Markkleeberg begrüßte im Juni 1952 die Besucher der Landwirtschafts- und Gartenbauausstellung eine der beiden Gipsrepliken des Berliner Denkmals.

### Leipzig (Messegelände)
Die Messemetropole Leipzig erhielt im August 1952 ein Stalindenkmal für die Ruhmeshalle des sowjetischen Pavillons, des repräsentativen Zugangs zum Messegelände. Es war eine Abformung des Stalin-Denkmals in Vilnius, das sich seit 2001 im Grūtas-Park in Litauen befindet. Nach Stalins Tod kam 1954 ein Doppelstandbild Lenins und Stalins auf den Sockel. Der Verbleib der Denkmäler ist unbekannt.

### Leipzig (Karl-Marx-Platz)
Das zweite Stalindenkmal in der Bezirksstadt Leipzig war ein von Seiler & Siebert in Schöneiche bei Berlin hergestellter Bronzeabguss des Berliner Denkmals. Es wurde erstmals im Dezember 1952 auf der Festveranstaltung zu Stalins 73. Geburtstag gezeigt. Unmittelbar nach Stalins Tod kam es im März 1953 auf dem Karl-Marx-Platz auf einem provisorischen Holzsockel zur Aufstellung. Im Jahr 1955 wurde das Monument abgebaut und eingelagert, weil es dem Neubau der Leipziger Oper im Wege stand und der Sockel baufällig geworden war. Zur geplanten Neuaufstellung in der Leipziger Stalinallee in Höhe der Deutschen Hochschule für Körperkultur und des Sportforums kam es angesichts der 1956 vorsichtig beginnenden Entstalinisierung nicht mehr. Das Standbild verschwand in den folgenden Jahren spurlos, vermutlich ist es eingeschmolzen worden.

### Riesa
Am 4. März 1954 erhielt der Puschkinplatz in Riesa das erste von einem DDR-Bildhauer geschaffene Standbild Stalins. Das Monument stammte vom Dresdner Friedrich Rogge, gegossen wurde es in der Kunst- und Glockengießerei Lauchhammer. Rogge hatte bereits 1952 einen Entwurf für Stalinstadt angefertigt, der nicht zur Ausführung gelangte.

### Gera
Die Bezirksstadt Gera erhielt am 5. März 1954 eine kolossale Büste Stalins. Sie wurde nach 1961 in einem Museumsdepot eingelagert und der Kopf später abgetrennt.

### Burg
In Burg (bei Magdeburg) enthüllten Vertreter von Partei und Regierung sowie von Massenorganisationen anlässlich des Tages der Befreiung am 8. Mai 1954 eine Kolossalbüste Stalins, angefertigt vom Magdeburger Bildhauer Max Roßdeutscher.

### Freiberg
In Freiberg wurde 1955 eine von Otto Winkler geschaffene Kolossalbüste Stalins eingeweiht.

### Falkensee
Die Stadtverwaltung von Falkensee erteilte im Rahmen des Nationalen Aufbauwerks 1954/1955 dem ortsansässigen Bildhauer Kurt Zobel den Auftrag zur Gestaltung je einer Büste für Stalin und Lenin. Die beiden Skulpturen aus grauschwarzem Kunststein kamen auf Betonpostamente und erhielten ihren Platz auf Rasenflächen am „Eingang“ der Stalin-Allee (seit 1990: Hansastraße). Von den rund fünf Meter hohen Denkmälern wurde die Stalin-Büste im Jahr 1961 entfernt und zerschlagen. Auf den Sockel kam dann kurzfristig eine Karl-Marx-Büste, wiederum aus der Werkstatt von Kurt Zobel. Marx und Lenin wurden 1990 abmontiert und auf kleinere Sockel im Hof des Heimatmuseums gestellt.

### Weimar
Auf der Ostseite des Weimarplatzes in Weimar stand zwischen 1955 und 1956 ein bronzierter Gipsabguss eines Stalindenkmals, der vermutlich einer der Gipsabgüsse des Berliner Denkmals war. Das Monument wurde nach knapp einem Jahr abgebaut, nachdem es sich als nicht haltbar erwiesen hatte.

### Hettstedt
Das letzte Stalin-Denkmal in der DDR errichtete Otto Winkler im Dezember 1955 in Hettstedt zu Ehren von Stalins 76. Geburtstag. Es war eine Variante seines Denkmals in Freiberg.

### Nicht ausgeführte Denkmäler
Zwei 1953 unter dem Eindruck von Stalins Tod von den SED-Kreisleitungen in Chemnitz und Stalinstadt angekündigte Stalindenkmäler kamen nicht zur Ausführung.

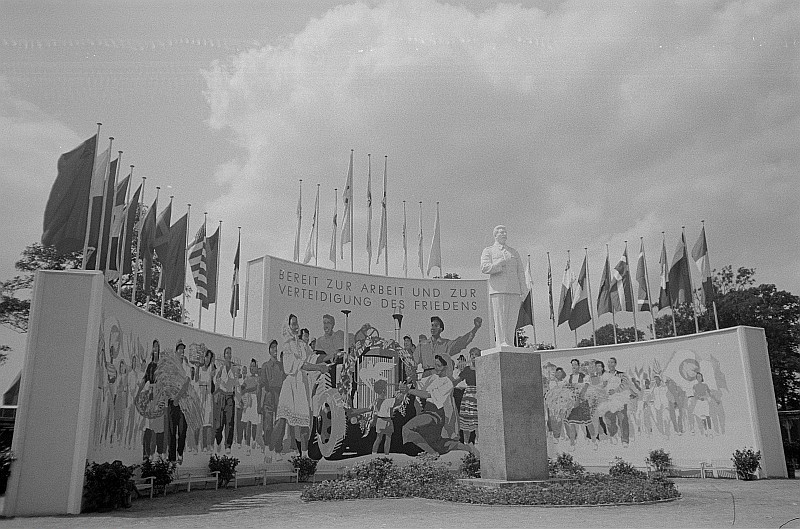
Gipskopie des Berliner Denkmals in Markkleeberg, Juni 1952
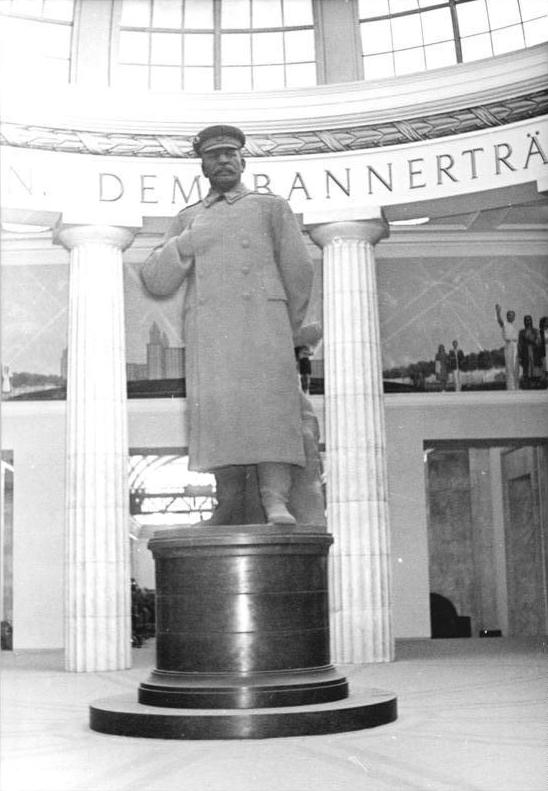
Stalindenkmal im sowjetischen Pavillon des Leipziger Messegeländes, Herbstmesse (im August) 1952
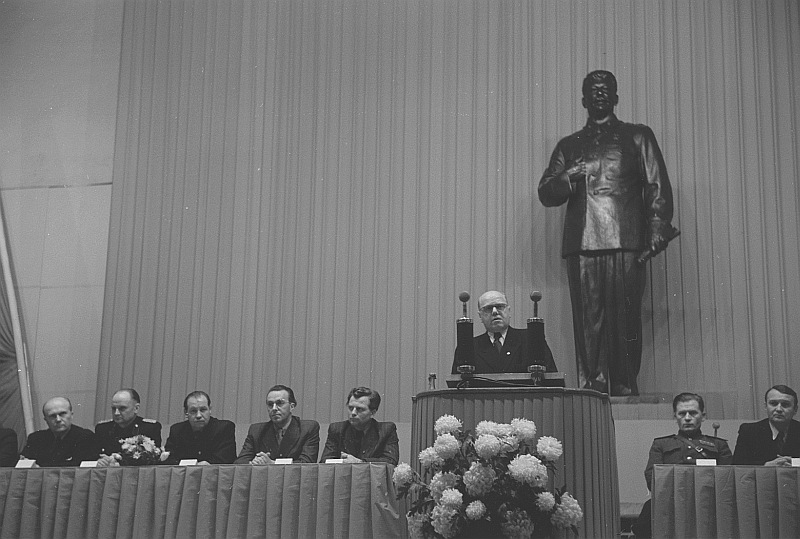
Bronzekopie des Berliner Denkmals auf der Leipziger Geburtstagsfeier für Stalin im Dezember 1952, am Pult Karl Schirdewan
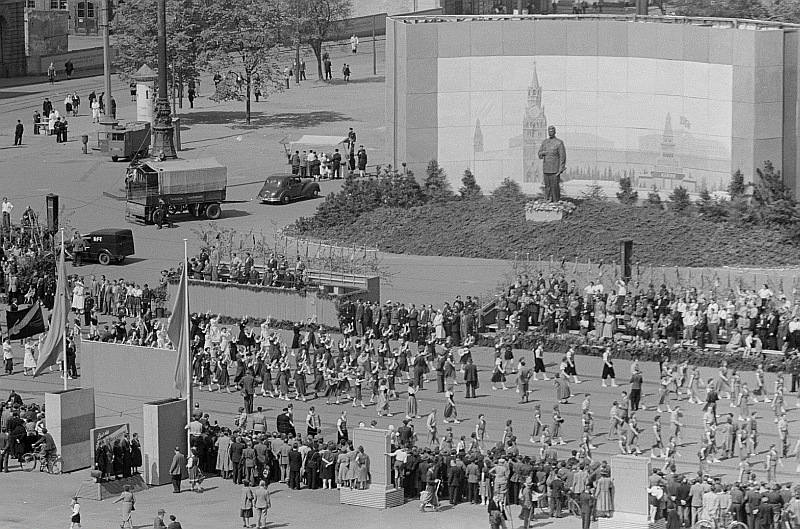
Maidemonstration 1953 auf dem Leipziger Karl-Marx-Platz vor der Bronzekopie
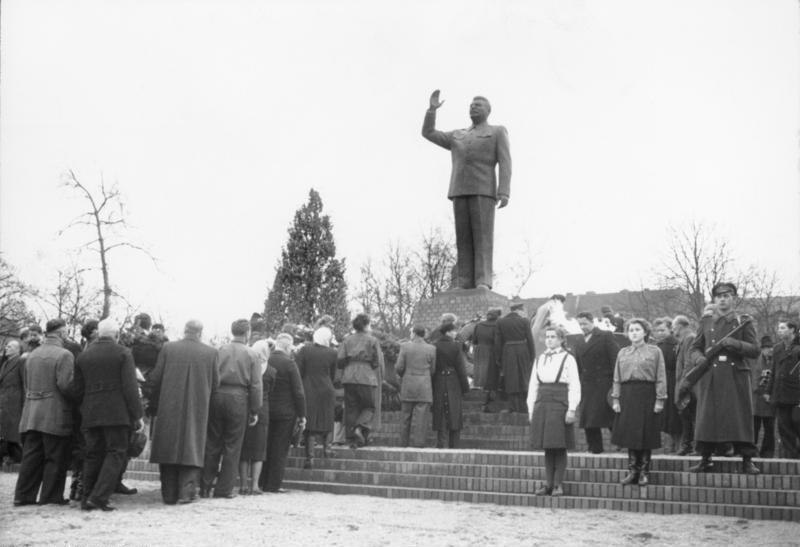
Gedenken am Stalindenkmal in Riesa am ersten Jahrestag des Todes Stalins, dem 4. März 1954
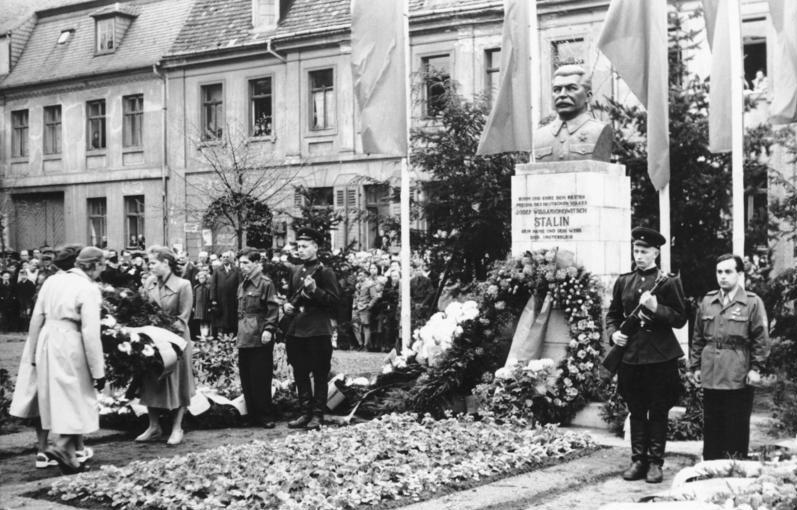
Einweihung des Stalindenkmals in Burg am 10. Mai 1954
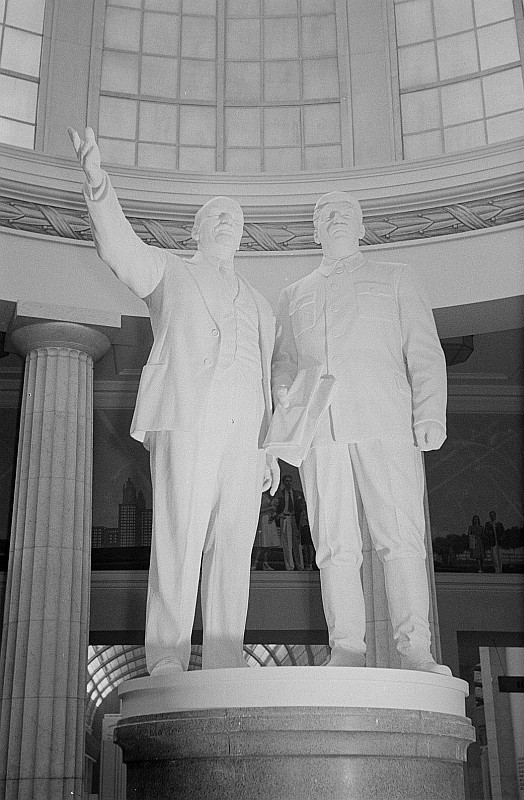
Eine Doppelstatue Lenins und Stalins ersetzte seit der Herbstmesse 1954 im sowjetischen Pavillon das Einzelstandbild Stalins